# Corredor (folclore)
Nas lendas portuguesas, o corredor é a pessoa que tem que correr o fado, quer dizer, durante a noite toda vai percorrer um caminho onde vai passar a correr por sete pontes, sete fontes, sete montes, sete encruzilhadas, sete portelas de cão. O corredor é um ser mutante, pode assumir a forma de lobo, de cão ou outro animal. Quando se encontra um, para quebrar o fado deve fazer-se sangue, isto é, fazê-lo sangrar.
Dizem que uma pessoa se transforma em Corredor, se em criança, os padrinhos disserem mal o Credo no baptizado. Outra versão consiste em que, nascendo o sétimo filho numa família cujos filhos são todos do mesmo sexo, o primogénito tem de "correr o fado".